# Piúra (província)
Piúra (Piura) é uma província do Peru localizada na região de Piúra. Sua capital é a cidade de Piúra.

## Distritos da província
- Castilla[3]
- Catacaos[4]
- Cura Mori[5]
- El Tallán[6]
- La Arena[7]
- La Unión[8]
- Las Lomas[9]
- Piura[10]
- Tambo Grande[11]
- 26 de Octubre[12]